# Mala hidroelektrana Dubrava
Mala hidroelektrana Dubrava ili MHE Dubrava je mala hidroelektrana koja se nalazi u sklopu Hidroelektrane Dubrava na rijeci Dravi. MHE Dubrava ima jedan cijevni agregat snage 1,12 MW iz 1989. MHE Dubrava ima agregat (vodna turbina + generator) biološkog minimuma, a to znači da koristi male protoke koje velika HE Dubrava ne može iskoristiti. Prosječna godišnja proizvodnja električne energije je 7,28 GWh.

## Hidroelektrana Dubrava
Hidroelektrana Dubrava ili HE Dubrava je višenamjenska protočno derivacijska hidroelektrana dravskog sliva koja predstavlja posljednju stepenicu na dionici Drave od granice Slovenije do utoka Mure. Koristi potencijal rijeke Drave za proizvodnju električne energije, povećava zaštitu od poplava, poboljšava odvodnju, omogućuje gravitacijsko natapanje poljoprivrednih površina te omogućuje uvjete za razvoj športa i rekreacije. Ukupna instalirana snaga HE Dubrava je 76 MW (2 cijevna agregata x 38 MW iz 1989.). Uz HE Dubrava se nalazi i MHE Dubrava (Mala hidroelektrana Dubrava) koja ima jedan cijevni agregat snage 1,1 MW iz 1989. i mHE Dubrava (Mini hidroelektrana Dubrava 1 i 2) koja ima dvije male Kaplanove turbine snage 0,34 MW iz 1991. Raspoloživi bruto konstruktivni pad vode je 17,5 metara. Ukupni instalirani volumni protok je 500 m3/s. Koristan obujam umjetnog jezera je 16,6 hm3. Srednja godišnja proizvodnja električne energije je 349 GWh, dok je masimalna proizvodnja bila 436,6 GWh (2009.). Normalni uspor umjetnog jezera je 149,6 metara nad morem.